# دهمین جشن سینمای ایران
دهمین دوره جشن خانه سینمای ایران در شهریور ماه سال ۱۳۸۵ برگزار شد.

## تعداد نامزدها و برنده‌ها
فیلمهایی که در چند رشته کاندیدای دریافت تندیس بودند:
| چهارشنبه‌سوری        | ۱۰ |
| تقاطع               | ۱۰ |
| کافه ستاره          | ۸  |
| میم مثل مادر        | ۸  |
| یک بوس کوچولو       | ۶  |
| به نام پدر          | ۵  |
| به آهستگی           | ۳  |
| چه کسی امیر را کشت؟ | ۳  |
| عصر جمعه            | ۳  |

فیلمهایی که موفق به دریافت چند تندیس شدند:
| چهارشنبه‌سوری  | ۵ |
| تقاطع         | ۵ |
| یک بوس کوچولو | ۳ |
| کافه ستاره    | ۲ |

## لیست جوایز[۱][۲][۳][۴]
| تندیس بهترين فيلم - ناصر شفق، سعید حاجی‌میری – تقاطع - مصطفی شایسته – کافه ستاره - منوچهر محمدی – میم مثل مادر - سید جمال ساداتیان – چهارشنبه‌سوری - جهانگیر کوثری – عصر جمعه                     | تندیس بهترين کارگردانی - اصغر فرهادی – چهارشنبه‌سوری - رسول ملاقلی‌پور – میم مثل مادر - ابوالحسن داوودی – تقاطع - سامان سالور – چند کیلو خرما برای مراسم تدفین - سامان مقدم – کافه ستاره                   |
| تندیس بهترين بازیگر زن - هدیه تهرانی – چهارشنبه‌سوری - گلشیفته فراهانی – میم مثل مادر - رویا نونهالی – عصر جمعه - گلاب آدینه – وقتی همه خواب بودند - رویا تیموریان – کافه ستاره                  | تندیس بهترين بازیگر مرد - رضا کیانیان – یک بوس کوچولو - محمدرضا فروتن – به آهستگی - پرویز پرستویی – به نام پدر - خسرو شکیبایی – چه کسی امیر را کشت؟ - حمید فرخ‌نژاد – چهارشنبه‌سوری                        |
| تندیس بهترين بازیگر زن نقش مکمل - پانته‌آ بهرام – چهارشنبه‌سوری - ترانه علیدوستی – چهارشنبه‌سوری - سحر دولتشاهی – میم مثل مادر - مهتاب نصیرپور – به نام پدر - الناز شاکردوست – چه کسی امیر را کشت؟ | تندیس بهترين بازیگر مرد نقش مکمل - بیژن امکانیان – تقاطع - جمشید هاشم‌پور – میم مثل مادر - حسن پورشیرازی – به آهستگی - آتیلا پسیانی – چه کسی امیر را کشت؟ - حامد بهداد – کافه ستاره                       |
| تندیس بهترين موسیقی متن - احمد پژمان – یک بوس کوچولو - آریا عظیمی‌نژاد – میم مثل مادر - محمدرضا علیقلی – به نام پدر - محمدرضا علیقلی – تقاطع - کامبیز روشن‌روان – سفر به هیدالو                   | تندیس بهترين فیلمنامه - فرید مصطفوی، ابوالحسن داوودی – تقاطع - پرویز شهبازی – به آهستگی - سامان سالور – چند کیلو خرما برای مراسم تدفین - اصغر فرهادی، مانی حقیقی – چهارشنبه‌سوری - فرید مصطفوی – عصر جمعه |
| تندیس بهترين فيلمبرداری - علی‌محمد قاسمی – یادداشت بر زمین - محمود کلاری – گرگ و میش - بهرام بدخشانی – تقاطع - حسین جعفریان – چهارشنبه‌سوری - محمد داوودی – زمستان است                            | تندیس بهترين تدوین - محمدرضا مویینی – کافه ستاره - بهرام دهقان – تقاطع - هایده صفی‌یاری – چهارشنبه‌سوری - حسن حسن‌دوست – زمستان است - عباس گنجوی – یک بوس کوچولو                                            |
| تندیس بهترين چهره‌پردازی - مهرداد میرکیانی – یک بوس کوچولو - عبدالله اسکندری – شهرآشوب - محمدرضا قومی – وقتی همه خواب بودند - مهری شیرازی – کافه ستاره - محمدرضا قومی – مکس                      | تندیس بهترین طراحی هنری - امیر اثباتی – تقاطع - فرهاد ویلکیجی – میم مثل مادر - ایرج رامین‌فر – از دوردست - فرهاد فارسی – یک بوس کوچولو - آیدین ظریف – کافه ستاره                                          |
| تندیس بهترین صدابرداری - حسن زاهدی – چهارشنبه‌سوری - محمود سماک‌باشی – میم مثل مادر - محمد مختاری – تقاطع - مهران ملکوتی – به نام پدر - جهانگیر میرشکاری – جایی در دوردست                         | تندیس بهترین صداگذاری و میکس - جهانگیر میرشکاری، حسین ابوالصدق – جایی در دوردست - فریدون خوشابافرد – آکواریوم - محمدرضا دلپاک – یک بوس کوچولو - فرهاد ارجمندی – تردست - پرویز آبنار – مکس                |
| تندیس بهترین جلوه‌های ویژه - محسن روزبهانی – تقاطع - محمدجواد شریفی‌راد – به نام پدر - عباس شوقی – پروانه‌ای در مه - محسن شاه‌ابراهیمی – زاگرس - محسن روزبهانی – شبانه                              | تندیس ویژه هیئت داوران - مصطفی شایسته – کافه ستاره |
| تندیس بهترین فیلم مستند - محمدرضا عباسیان – قانا - ارد عطارپور – ام.دی.ام.ای. - محمد شیروانی – رئیس‌جمهور میرقنبر - شراره عطاری – گاهی اتفاق می‌افتد - ارد عطارپور – مالا                         | تندیس بهترین کارگردانی فیلم مستند - محمد شیروانی – رئیس‌جمهور میرقنبر - آبس براهان – ماریا - امید بنکدار، کیوان علیمحمدی – ام.دی.ام.ای. - محمدرضا عباسیان – قانا - شراره عطاری – گاهی اتفاق می‌افتد        |
| تندیس بهترین فیلم کوتاه داستانی - امیر توده‌روستا – تلالو - نقی نعمتی – با او - الهام حسین‌زاده – جای دوست، جای دشمن - نیاز ساغری – زمزمه - ابراهیم خدمتگزار – عشق یک روایت غمگین                 | تندیس بهترین فیلم انیمیشن - امیر مهران – موج‌های گمشده - مریم ابوذری – آغازی دیگر - حسین مرادی‌زاده – بوف - مریم خلیل‌زاده – چیزی مثل … - امید خوش‌نظر – صفر درجه                                            |